# Блок, Гер
Гер Блок (нидерл. Ger Blok; 16 октября 1939, Амстердам — 19 декабря 2016, Анна-Полона, Северная Голландия) — нидерландский футбольный тренер.

## Биография
Начинал заниматься футболом в амстердамском клубе «Блау-Вит», за который болел с детства. Во взрослом возрасте играл на любительском уровне за «Блау-Вит» и «ВВ ДОС» из Утрехта, одновременно работал учителем в Билтховене.
В возрасте 29 лет стал главным тренером любительского клуба «СВМ Мартенсдейк». В 1971 году был назначен тренером профессионального клуба «Де Волевейккерс», а спустя три года, после объединения своего клуба с ФК «Амстердам», перешёл на работу в Королевский футбольный союз Нидерландов.
В 1974—1975 годах возглавлял женскую национальную сборную страны, затем в течение десяти лет работал с юношескими командами, в том числе под его руководством играли Марко ван Бастен, Джон ван 'т Схип, Гералд Ваненбург. В 1983 году вывел молодёжную сборную Нидерландов в финальную часть чемпионата мира, однако непосредственно в финале тренером был назначен Кес Рейверс.
В 1987 году был назначен главным тренером сборной Гондураса. Летом 1988 года вернулся в Нидерланды и возглавил дебютанта высшего дивизиона «Валвейк», но в середине сезона был уволен и заменён на Лео ван Вена. В январе-мае 1990 года работал главным тренером турецкого «Мерсин Идманюрду», а затем в течение сезона ассистировал Гусу Хиддинку в «Фенербахче». В 1993—1996 годах работал с национальной сборной Мьянмы.
В 1998 году получил травмы при падении с лестницы и был прикован к инвалидной коляске, после этого был вынужден закончить тренерскую карьеру. Изредка выступал в прессе в качестве футбольного эксперта.